# Ceropsylla minuta
Ceropsylla minuta är en insektsart som beskrevs av Mathur 1975. Ceropsylla minuta ingår i släktet Ceropsylla och familjen spetsbladloppor. Inga underarter finns listade i Catalogue of Life.